# Gentinnes
Gentinnes (Waals: Djintene) is een plaats en deelgemeente van de Belgische gemeente Chastre. Gentinnes ligt in de provincie Waals-Brabant en was tot 1 januari 1977 een zelfstandige gemeente.

## Geschiedenis
Onder het ancien régime was Gentinnes een zelfstandige heerlijkheid. Juridisch viel het onder de meierij van Mont-Saint-Guibert, in het kwartier van Brussel van het hertogdom Brabant. Na de Franse invasie werd Gentinnes (toen als Gentines gespeld) als gemeente ingedeeld bij het kanton Mellery van het Dijledepartement. Dit departement werd nadat de Fransen verdreven waren omgevormd tot de provincie Zuid-Brabant, de latere Belgische provincie Brabant.

## Bezienswaardigheden
- Het Kasteel van Gentinnes ligt in een domein dat in 1312 aan de Abdij van Bonne-Espérance kwam. Een middeleeuwse toren heeft tot 1845 bestaan. Herbouwd in 1648 en in 1716 verheven tot baronie. In 1903 kwamen de Spiritijnen in het kasteel. Hier werd in 1967 ook de Gentinnes Kongolo-herdenkingskapel opgericht. Het geheel ligt in een groot park met vijvers.
- De Sint-Gertrudiskerk (Église Sainte-Gertrude) heeft een toren van 1784 terwijl schip, zijbeuken en koor in 1863 werden gebouwd.
- De Moulin de Gentinnes is een bovenslagmolen op de Houssière

## Natuur en landschap
Gentinnes ligt aan de Houssière die noordwaarts naar de Dijle stroomt. De hoogte aan de kerk is 137 meter.

## Demografische ontwikkeling
- Bronnen:NIS, Opm:1831 tot en met 1970=volkstellingen, 1976= inwonersaantal op 31 december

## Nabijgelegen kernen
Mellery, Villeroux, Saint-Géry, Sombreffe
Deelgemeenten: Chastre-Villeroux-Blanmont · Cortil-Noirmont · Gentinnes · Saint-Géry

Overige plaatsen: Blanmont · Chastre · Cortil · Noirmont · Villeroux

Belgische gemeenten · Arrondissement Nijvel · Waals-Brabant · Wallonië